# 7007 Timjull
7007 Timjull è un asteroide della fascia principale interna. Scoperto nel 1981, presenta un'orbita caratterizzata da un semiasse maggiore pari a 2,4015113 au e da un'eccentricità di 0,1549910, inclinata di 0,72656° rispetto all'eclittica.
Fa parte della famiglia di asteroidi Massalia.
L'asteroide è dedicato allo statunitense A. J. Timothy Jull, ricercatore presso l'Università dell'Arizona.